# الثورات الكردية في تركيا
الثورات الكردية في تركيا (بالإنجليزية: Kurdish rebellions in Turkey)‏ تشير إلى الانتفاضات الكردية القومية في تركيا، التي بدأت مع حرب الاستقلال التركية والانتقال من الإمبراطورية العثمانية إلى دولة تركيا الحديثة وحتى الصراع التركي الكردي المستمر حاليًا.
اندلعت الثورات الكردية في الأناضول لقرنين من الزمن طبقًا للسجلات العسكرية العثمانية، بينما يُعتقد أن الاحتجاجات الكردية ملف أغلق في العقود الأخيرة للإمبراطورية العثمانية، يُعتقد أن الثورات الكردية الحديثة بدأت منذ عام 1922، بنشوء القومية الكردية بموازاة تكوين الدولة الحديثة لتركيا. قاد الشيخ سعيد بيران انتفاضات الاستقلال الكردي لتكوين دولة كردستان في عام 1925، وأخمدت سريعًا بإعدام الشيخ سعيد و36 من أتباعه. وقع عدد من الانتفاضات الكردية في جبل أرارات وخلال تمرد درسيم في عام 1930 و1937. تحدث القنصل البريطاني في طرابزون والمكتب الدبلوماسي القريب من درسيم حول العنف غير الشرعي والوحشية الصريحة بالمقارنة بالمذابح الأرمنية في 1915. وكتب «آلاف الأكراد، ومنهم نساء وأطفال ذُبحوا، وألقي بالأطفال في نهر الفرات، بينما وقع آلاف الآخرين في مناطق أقل عداءً، فحرموا أولًا من الماشية ومتعلقاتهم، ثم رُحلوا إلى مقاطعات في وسط الأناضول. ويُعتقد أن السؤال الكردي لم يعد مطروحًا الآن في تركيا.»
يتهم الأكراد الحكومات التركية بقمع هويتهم من خلال منع اللغة الكردية في الطباعة والإعلام. اعتقد أتاتورك أن وحدة واستقرار البلد مبني على الهوية السياسية الواحدة، فعزم على حصر الاختلافات الثقافية والإثنية إلى المجال الخاص. لكن الأكراد لم يتنازلوا عن هويتهم ولغتهم بسهولة. نشبت العديد من الصراعات المسلحة بين القوات المسلحة التركية وحزب العمال الكردستاني بين ثمانينيات وتسعينيات القرن العشرين، مخلفة 35 ألف قتيل. وفرت التحركات الأخيرة للحكومة التركية بعض الحقوق والحريات للأكراد، خاصة فيما يخص اللغة الكردية والتعليم والإعلام. ولكن السياسيون الأكراد ما يزالون يشعرون بالضغوطات المفروضة عليهم.

## التاريخ

### ثورة كوخجيري (1920)
اندلعت أحداث الثورة في عام 1920 في المنطقة الغزيرة بالقزلباش في درسيم، وبينما شنتها قبيلة القزلباش كوخجيري، خطط لها أعضاء منظمة معروفة باسم جمعية تعالي كردستان. فشلت هذه الثورة بالتحديد لعدة أسباب؛ تتمحور أغلبها حول طبيعة الشخصية القزلباشية. في الواقع، ظل كثيرون من زعماء قبائل درسيم يدعمون الكماليين -يعتقدون أن مصطفى كمال أتاتورك «الحامي» ضد الموجات الدينية السنية، وكان بعضهم من أكراد كورمانسي. اعتبر أغلب الأكراد الكورمانسيين أن تلك الانتفاضة علاهية محضة، وبالتالي لا تهمهم. انتشر الحديث حول الجمهورية التركية الجديدة عقب ثورة كوخجيري، وعن مجلس الأمة التركي الكبير، بشكل محدود من «الحكم الذاتي» للأكراد في المنطقة الكردية المتمركزة في كردستان. اختفى كل ذلك في معاهدة لوزان. تحول الأكراد إلى الصراع المسلح من جديد بدافع الإحباط في عام 1925، بقيادة عالم الدين من طائفة الزازا، الشيخ سعيد، ولكنها كانت بتنظيم منظمة كردية قومية جديدة باسم آزادي.

### ثورة الشيخ سعيد (1925)
تحتل ثورة الشيخ سعيد مكانة رئيسة في تاريخ التمرد الكردي في تركيا، الثورة التي اندلعت في عام 1925 في منطقة كردستان في تركيا، بقيادة الشيخ سعيد. مهدت العداوات الكمالية والنزعات مفرطة العلمانية للنظام التركي وعمليات طمس الهوية الكردية لمزيد من التمرد الكردي. بدأت ثورة الشيخ سعيد في فبراير 1925. جاء أغلب المشاركين الأكراد من المقاتلين من الزازا، وبلغ عددهم 15 ألف مقاتل كردي في مواجهة 52 ألف من قوات الدرك التركية. امتدت الثورة في نطاق مقاطعة ديار بكر ومدينة ماردين. كانت ثورة الشيخ سعيد أول ثورة تندلع على نطاق واسع للعرق الكردي في تركيا. نظمت الجمعية الكردية المستقلة آزادي هذه الثورة بصورة أساسية. توجهت نية آزادي نحو تحرير الأكراد من القمع التركي، وتوفير مناخ من الحرية للأكراد، وتطوير الدولة. انتهى التمرد سريعًا في مارس عام 1925. شُنق الشيخ سعيد وكل القادة المنظمين للثورة في 29 يونيو.
بدأت سلسلة الهجمات على الحاميات التركية في بالو وملطية بعد سقوط الشيخ عبد الرحمن (شقيق الشيخ سعيد) في عام 1927. استطاع المتمردون السيطرة على مدينتي لايس وبينكل. واحتلوا مرتفعات جنوب أرضروم. استخدمت القوات العسكرية التركية غارات جوية ضد الثوار في ماردين. هاجم الثوار منطقة دوغبايزيد. حاول شقيق الشيخ سعيد الانتقام من الحكومة التركية بالهجوم على العديد من القواعد العسكرية التركية في كردستان. لم يُنجز شيء دائم. انسحب الثوار بعد التعزيزات العسكرية التركية التي وصلت للمنطقة.
فشلت الثورة، وسيطرت حركة إحسان نوري الباشا على مساحة كردية كبيرة في 1929، وانتهت الانتفاضة في عام 1930.

### تمرد أرارات
كانت دولة أرارات دولة كردية مزعومة. تقع أرارات في شرق تركيا الحديثة، في مركز مقاطعة آغري. أُعلن عن استقلال جمهورية أرارات في عام 1927، أثناء موجة من تمرد الأكراد في الجنوب الشرقي لتركيا. كان التمرد بقيادة اللواء إحسان نوري الباشا. ولكنها لم تنل الاعتراف من الدول الأخرى، وافتقرت للدعم الدولي.
قصفت القوات الجوية التركية مواقع كردية حول جبل أرارات من كافة الاتجاهات بحلول نهاية صيف عام 1930. حطم التفوق العسكري للقوات الجوية التركية من عزيمة الأكراد وأدى إلى استسلامهم، طبقًا للواء إحسان نوري الباشا. قُمع تمرد زيلان في 13 يوليو. استخدمت القوات الجوية التركية سربًا مكونًا من 10-15 مقاتلة جوية لسحق الثورة. أسقط الأكراد طائرتين تركيتين في 16 يوليو وأعدموا طياريها. استمر القصف الجوي لعدة أيام، ما أجبر القوات الكردية على الانسحاب إلى ارتفاع 5 آلاف متر. دمر القصف التركي عددًا من الحصون الكردية بحلول 21 يوليو. زحفت القوات التركية خلال هذه العمليات بنحو 66 ألف جندي و100 طائرة حربية. انتهت الحملة الممنهجة ضد الأكراد في 17 سبتمبر عام 1930. هُزمت انتفاضة أرارات في عام 1931، واستمرت السيطرة التركية على المنطقة.

### الإجراءات الحكومية بعد 1937
فُرضت الأحكام العرفية على الجنوب الشرقي للأناضول بعد قمع آخر الثورات الكردية في 1937. شجعت الحكومة التركية استقرار ألبان كوسوفو والآشوريون في المنطقة الكردية بعد تدمير القرى والترحيل الجماعي؛ لتغيير المزيج الإثني للمنطقة. اتخذ الجيش التركي هذه الإجراءات بعد الثورات الأعنف من الانتفاضات السابقة. رُحل وذُبح ما يزيد عن 1.5 مليون كردي بين عامي 1925 و1938، طبقًا لتصريحات الحزب الشيوعي الكردي. أُشعلت النيران في القرى والأبنية لقمع السكان الأكراد. مُنع الأجانب من زيارة المنطقة الواقعة شرق الفرات بالكامل حتى عام عام 1965 لمنع أي تأثير سلبي على السمعة الدولية لتركيا، وحتى عام 1950 ظلت المنطقة تحت الحصار العسكري. جُرمت اللغة الكردية وأزيلت كلمات مثل «الأكراد» و«كردستان» من القواميس وكتب التاريخ، وأشير للأكراد بقلب «أتراك الجبال». 
«الأتراك، الذين يصارعون مؤخرًا لنيل الحرية، اصطدموا بالأكراد، الذين يسعون لحريتهم. يستغرب المرء من تحول القومية الدفاعية إلى قومية عنيفة، ويتحول القتال على الحرية إلى سيطرة على الآخرين.»

-جواهر لال نهرو، ردًا على الثورات الكردية في الدولة التركية المبكرة.

### الصراع الكردي التركي (1978-الآن)
بُعثت الإثنية الكردية في سبعينيات القرن الماضي عندما اشتبك اليسار واليمين في السياسة التركية، وشُكل حزب العمال الكردستاني الماركسي للمطالبة بدولة كردية مستقلة. أعلن حزب العمال الكردستاني عن أهدافه لتحرير أجزاء من كردستان من القمع الاستعماري وتأسيس دولة كردستان الاشتراكية المستقلة المتحدة. جذبت تلك الفكرة القطاعات الفقيرة من الشعب الكردي وأصبح حزب العمال الحزب الوحيد الذي لا تهيمن عليه الروابط القبلية. افتخر رئيس الحزب، عبد الله أوجلان، بأصوله المتواضعة. اتسم الصراع بمعاداة الاستعمار، وبالتالي توجه العنف على المتعاونين، مثل زعماء القبائل الكردية، الذين يشتهرون بالولاء للدولة التركية، وضد المنظمات المتنافسة أيضًا.
أدى الانقلاب العسكري في 1980 إلى فترة من القمع وإبادة أغلب المنظمات اليسارية الكردية. نجى من تلك الحملات حزب العمال الكردستاني وحده، وتوسع بعد الانقلاب. بدأ الحزب حرب عصابات بسلسلة من الهجمات على القوات التركية وأقسام الشرطة، وبسبب مقاومته لتحدي الجيش التركي اكتسب شعبية في صفوف الشعب الكردي. أقام الحزب إدارته الخاصة في المناطق الريفية في مستهل 1990. تغيرت أهداف الحزب في هذه الأثناء من الاستقلال الكردي الكامل إلى مناقشات للتسوية مع الحكومة التركية، خاصة بعد وعود غير مباشرة من الرئيس توركوت أوزال. كثفت القوات العسكرية التركية حملاتها على قواعد حزب العمال الكردستانية بعد وفاة أوزال المفاجئة. نجحت تلك الإجراءات في عزل حزب العمال الكردستاني عن المدنيين، وتقليل حروب العصابات على الجبال. أدى الضغط التركي على سوريا إلى طرد أوجلان واعتقاله على يد القوات الخاصة التركية في كينيا عام 1999. خُففت الأوضاع وبدأ وقف إطلاق النار في عام 2014، ولكن بدأ النزاع من جديد بسبب حصار كوباني.
شرعت تركيا ببرنامج الاستيعاب القسري للشعب الكردي في ثمانينيات القرن الماضي. وبلغت تلك الحملات ذروتها في عام 1984 عندما بدأ حزب العمال الكردستاني بالتمرد ضد الحكم التركي والهجوم على الأهداف العسكرية والمدنية التركية. قُتل نحو 37 ألف شخص منذ بداية العمليات العسكرية لحزب العمال الكردستاني. ولكن مع تغير الأوضاع ووصول حزب العدالة والتنمية إلى السلطة، تحسنت الأوضاع. وتقلص الصراع إلى 3000 مقاتل فقط.